# Good Times Bad Times
"Good Times Bad Times" là ca khúc của ban nhạc rock người Anh Led Zeppelin, trở thành đĩa đơn đầu tiên trong album đầu tay năm 1969 của họ, Led Zeppelin. Tay guitar Jimmy Page đã chơi chiếc Fender Telecaster qua bộ chuyển âm Leslie nhằm tạo nên hiệu ứng vọng. Việc sử dụng bộ chuyển âm này vốn trước đây chỉ được dùng cho Hammond organ. Page cũng là nhà sản xuất và bố trí thu âm cho ca khúc này.
Ca khúc này cũng đánh dấu việc tay trống John Bonham đã 2 lần chơi 16 nốt trong một lần kick bass bằng chân phải, tạo nên hiệu ứng đặc biệt mà sau này rất nhiều tay trống nhạc rock khác bắt chước, ngoài ra còn chơi hi-hat 8 nốt một lần xuyên suốt toàn ca khúc bằng chân trái. Bonham nói anh chơi trống như vậy sau khi lấy cảm hứng từ ban nhạc Vanilla Fudge khi mà tay trống Carmine Appice thường chơi trống bass nhanh gấp đôi bình thường.
Tay bass John Paul Jones cũng có nhiều đóng góp cho ca khúc này, nhấn mạnh rằng đây là một trong những phần bass phức tạp nhất mà mình từng viết.

## Định dạng phát hành
Đĩa đơn 7" (UK: Atlantic 584269, US/New Zealand: Atlantic 45-2613, Australia: Atlantic AK 2914, Canada: Atlantic AT 2613X, France: Atlantic 650 153, Germany: Atlantic ATL 70369, Greece: Atlantic 255 002, Italy: Atlantic ATL NP 03117, Japan: Nihon Gramophone DT-1105, Philippines: Atlantic 45-3734, Sweden: Atlantic ATL 70.369)
- A. "Good Times Bad Times" (Bonham/Jones/Page) – 2:47
- B. "Communication Breakdown" (Bonham/Jones/Page) – 2:28

Đĩa đơn 7" (South Africa: Atlantic ATS410)
- A. "Good Times Bad Times" – 2:47
- B. "Black Mountain Side" (Page) – 2:12

1969 7" EP (Mexico: Atlantic EPA 1577)
- A1. "Good Times Bad Times" – 2:47
- A2. "Communication Breakdown" – 2:28
- B. "Dazed and Confused" (Page) – 6:26

1972 7" EP* (Argentina: Music Hall 186)
- A1. "Good Times Bad Times" – 2:47
- A2. "Communication Breakdown" – 2:28
- B1. "Roundabout" (Anderson/Howe) – 3:27
- B2. "Long Distance Runaround" (Anderson) – 3:30

Ghi chú:

(*) Mặt B bởi Yes

## Xếp hạng
| Bảng xếp hạng (1969)     | Vị trí cao nhất |
| ------------------------ | --------------- |
| Canada Top Singles (RPM) | 64              |
| Japan (Oricon)           | 84              |
| Hà Lan (Dutch Top 40)    | 19              |
| Hà Lan (Single Top 100)  | 17              |
| US Billboard Hot 100     | 80              |
| US Cash Box              | 66              |
| US Record World          | 65              |